# Taste of Cement
Pour plus de détails, voir Fiche technique et Distribution.
Taste of Cement est un film documentaire de Ziad Khaltoum sorti en janvier 2018.

## Synopsis
Le film suit des réfugiés syriens travaillant sur le chantier d’un gratte-ciel à Beyrouth, contraints par un couvre-feu de dormir dans les sous-sols du bâtiment en construction. Il met en parallèle le travail des ouvriers construisant un immeuble et des images de destruction de leur pays d’origine en proie à la guerre.

## Fiche technique
- Titre original : Taste of Cement
- Réalisation : Ziad Khaltoum
- Scénario : Ziad Khaltoum, Talal Khoury, Ansgar Frerich
- Chef de Production:
- Directeur de la photographie : Talal Khoury
- Ingénieur du son : Ansgar Frerich
- Mixage : Ansgar Frerich
- Montage : Frank Brummundt
- Production : Ansgar Frerich, Eva Kemme, Tobias N. Siebert, Mohammad Ali Atassi
- Sociétés de production : Bidayyat Audiovisual Art, Basis Berlin Filmproduktion
- Sociétés de distribution : 3 Rosen, Deutschfilm, Camino Filmverleih
- Pays d’origine : Allemagne, Liban, Syrie, Qatar, Émirats arabes unis
- Langue originale : arabe
- Format : couleur
- Genre : Documentaire
- Durée : 89 minutes
- Date de sortie commerciale : 3 janvier 2018

## Accueil
Le film a été récompensé du prix « Nouvelles Vagues Acuitis » et nommé pour la « Mention du Jury Nouvelles Vagues » du Festival International du Film de La-Roche-sur-Yon 2017. Il est également présenté aux Escales documentaires de La Rochelle en novembre 2017.